# Soziale Gerechtigkeit
Der Begriff der sozialen Gerechtigkeit bezieht sich auf gesellschaftliche Zustände, die hinsichtlich ihrer relativen Verteilung von Rechten, Möglichkeiten und Ressourcen als fair oder gerecht bezeichnet werden können. Was genau Inhalt und Maßstab dieser Form von Gerechtigkeit sei, ist aber seit jeher umstritten und vielschichtig.
Als eigenständiger Ausdruck entstand „soziale Gerechtigkeit“ in der Mitte des 19. Jahrhunderts im Zusammenhang mit der sozialen Frage. Der Terminus geht auf das Werk Saggio teoretico di diritto naturale appoggiato sul fatto (1840–43) von Luigi Taparelli d’Azeglio zurück. 1931 wurde er mit der Veröffentlichung der Enzyklika Quadragesimo anno von Papst Pius XI. erstmals formell und offiziell in den Lehrmeinungen des Papstes verwendet. Soziale Gerechtigkeit wurde als regulatives Prinzip zur Lösung der Sozialen Frage herangezogen. Innerhalb der Enzyklika wurde der Begriff noch nicht mit völliger wissenschaftlicher Schärfe verwendet, so dass noch Raum für unterschiedliche Akzentsetzungen blieb.
Seit den 1970er Jahren hat die Diskussion über soziale Gerechtigkeit, insbesondere unter Bezugnahme auf den von John Rawls in A Theory of Justice vertretenen egalitären Liberalismus eine neue Bedeutung gewonnen. Als weiterer Vertreter dieser Richtung gilt Amartya Sen. An Rawls schloss unter anderem die Kritik durch Kommunitaristen wie Michael Walzer an. Auch im deutschsprachigen Raum wird soziale Gerechtigkeit seit den späten 1960er Jahren wieder zunehmend in der gesellschaftlichen Diskussion thematisiert.

## Ideengeschichte
Die Grundlegung der Differenzierung des Gerechtigkeitsbegriffs erfolgte durch Aristoteles, diese wurde von Thomas von Aquin maßgeblich weiterentwickelt. Bezüge zur sozialen Gerechtigkeit ließen sich laut Rolf Kramer bereits bei Aristoteles finden. Auf Grund der legalen Gerechtigkeit ist der Bürger ein Mitglied des Staates, das dem ganzen verpflichtet ist. Auch die partikulare Gerechtigkeit in Form der ausgleichenden Gerechtigkeit und insbesondere der austeilenden Gerechtigkeit hätten einen Bezug zur sozialen Gerechtigkeit. Dagegen vertritt Arno Anzenbacher die Auffassung, dass soziale Gerechtigkeit sich innerhalb der Differenzierung des Gerechtigkeitsbegriffs von Aristoteles nicht genau einordnen lasse. Auch Christoph Giersch kommt zu dem Schluss, dass die Verhältnisbestimmung zu diesem klassischen Gerechtigkeitsverständnis uneinheitlich und unklar bleibe.
Laut Otfried Höffe erscheint der Ausdruck ‚soziale Gerechtigkeit‘ in der Philosophie sehr spät und zudem „so beiläufig, daß sein erstes Auftreten kaum dingfest zu machen“ sei. Die Vorstellung einer „sozialen Gerechtigkeit“ wurde erst gemeinsam mit der sozialen Frage in der Industriegesellschaft thematisiert. Zum Unterschied vom auf Aristoteles zurückgehenden Denkmodell, welches nur die Beziehung von Einzelpersonen untereinander (Verkehrsgerechtigkeit) oder zum Staat (verteilende und legale Gerechtigkeit) betraf, bezeichnete der Begriff soziale Gerechtigkeit auch jene Verhältnisse, als deren Subjekte und Objekte soziale Schichtungen und Strukturen gelten.
Soziale Gerechtigkeit umfasst nach Peter Koller sowohl distributive als auch korrektive, politische als auch kommutative Elemente. Sie ist auch in folgenden Dimensionen beschrieben worden (siehe auch Gerechtigkeitstheorien):
- Tauschgerechtigkeit
- ausgleichende Gerechtigkeit
- Generationengerechtigkeit
- Gerechtigkeit gegen Tiere
- globale Gerechtigkeit

## Konzeptualisierung und Kontroversen

### Katholische Soziallehre
Der Terminus Soziale Gerechtigkeit bzw. Sozialgerechtigkeit, wie er in die Katholische Soziallehre Eingang fand, wurde im 19. Jahrhundert vermutlich erstmals durch den Jesuiten Luigi Taparelli d’Azeglio geprägt. In seinem fünfbändigen Werk zur Begründung des Naturrechts in der Tradition der rationalistischen Barockscholastik spricht Taparelli d’Azeglio von einer giustizia sociale, in französischer Übersetzung justice [et droit] social und in deutscher Übersetzung Socialgerechtigkeit. Dieses Konzept beschreibt er als „Gerechtigkeit eines Menschen gegen den andern“ und bezieht es auf eine Gleichstellung jedes Menschen hinsichtlich der „Rechte der Menschheit im Allgemeinen“. Gleichwohl sucht Taparelli den naturgegebenen individuellen Unterschieden gerecht zu werden und postuliert: „[D]ie Handlungen eines Menschen werden also gerecht sein, wenn sie den verschiedenen individuellen Rechten seiner Mitmenschen angepasst sind“. So müssten etwa empfangene Güter quantitativ („austauschende Gerechtigkeit“), im Falle einer eingegangenen Gütergemeinschaft proportional („vertheilende Gerechtigkeit“) ausgeglichen werden. Letztere Termini entsprechen der Unterscheidung von Hinsichten der Gerechtigkeit insbesondere bei Thomas von Aquin und Aristoteles. Taparellis Naturrechtslehre und seine Begriffe von „Sozialwohl“ und „Sozialgerechtigkeit“ hatten für die spätere katholische Soziallehre beträchtlichen Einfluss u. a. über den direkten Schüler Taparellis, den späteren Papst Leo XIII., der die erste Sozialenzyklika, Rerum novarum, verfasste.
Wenig später sprach auch der einflussreiche Antonio Rosmini, der, beeinflusst u. a. von Taparelli, die Tradition des Naturrechts auf die marktwirtschaftlichen Entwicklungen der Moderne bezog, von einer giustizia sociale, und zwar bereits im Titel seiner Muster-Staatsverfassung, Progetto di costituzione secondo la giustizia sociale, ein Werk, das auch für einige Jahre indiziert wurde.
Hinsichtlich des Verhältnisses des Begriffs der Sozialen Gerechtigkeit zu Gerechtigkeitsformen, wie sie in der Tradition von Aristoteles und Thomas von Aquin unterschieden wurden, gab es mehrere Deutungen. Zu den Rezipienten des Begriffs sozialer Gerechtigkeit zählen neben den bereits genannten auch Gustav Ermecke, Heinrich Pesch, Eberhard Welty, Johannes Messner und Oswald von Nell-Breuning. Dabei wurde zumeist der Bezug auf das Gemeinwohl (bonum commune) besonders betont.
Im Vorfeld des Ersten Vatikanischen Konzils wurde der Terminus Sozialgerechtigkeit kontrovers diskutiert und dabei auch mit durch das Lehramt verurteilten, als „Modernismus“ bezeichneten Auffassungen in Verbindung gebracht.
In der Enzyklika Quadragesimo anno (1931) von Papst Pius XI. griff das päpstliche Lehramt den Begriff erstmals auf. Oswald von Nell-Breuning erklärte als einer der Mitwirkenden an der Enzyklika, dass der Begriff der Sozialen Gerechtigkeit innerhalb der Enzyklika noch nicht zu völliger wissenschaftlicher Schärfe gelangt sei, da „die eigentlich vorauszusetzende wissenschaftliche Vorarbeit noch nicht geleistet war, sondern durch die Neuerungen im kirchenamtlichen Sprachgebrauch erst angeregt werden mu[ss]te“. Die „Großtat“ von Pius XI. bestand nach seiner Ansicht darin, Soziale Gerechtigkeit „geradezu zum Kernstück seines Weltrundschreibens“ gemacht zu haben. Dadurch wurde nach Ansicht von Franz-Josef Bormann Soziale Gerechtigkeit eines bloßen Schlagwortcharakters entkleidet und damit gegen ideologischen Missbrauch immunisiert.
Die Konturen des Begriffes blieben in der Enzyklika aber so vage, dass Raum für unterschiedliche Akzentsetzungen blieben, insbesondere hinsichtlich des Verhältnisses zu den traditionellen Gerechtigkeitsformen. Dabei haben sich drei Deutungen herausgebildet. Nach einer Ansicht ist Soziale Gerechtigkeit innerhalb des Gerechtigkeitsverständnisses von Thomas von Aquin in der Gemeinwohlgerechtigkeit zu verorten. Nach anderer Ansicht steht Soziale Gerechtigkeit (iustitia socialis) außerhalb des Gerechtigkeitsdreiecks Regelgerechtigkeit (iustitia legalis), Tauschgerechtigkeit (iustitia commutativa) und der Verteilungsgerechtigkeit (iustitia distributiva) als gleichrangige 4. Gerechtigkeitsart bzw. nach dritter Ansicht als integrativer übergeordneter Oberbegriff. Auch gut siebzig Jahre nach der Quadragesimo anno werden alle drei Deutungen weiter vertreten.
In Quadragesimo anno wird Soziale Gerechtigkeit als regulatives Prinzip zur Lösung der Sozialen Frage herangezogen und dies durch zwei wesentliche Argumentationslinien begründet:
1. Die Lohngerechtigkeit umfasst als Untergrenze das Existenzminimum des Einzelnen Arbeiters und als Obergrenze die Lebensfähigkeit des Unternehmens. Die Soziale Gerechtigkeit als Gemeinwohlgerechtigkeit erfordere eine angemessene Beteiligung der Arbeiter am gemeinsam erarbeiteten Wohlstand, wobei sich die Lohnhöhe auch daran orientieren muss, dass möglichst viele eine Arbeitsgelegenheit bekommen können.[28]
2. Weiterhin wird die Vorstellung, der Staat habe die Wirtschaft frei und ungehindert sich selbst zu überlassen, als „Grundirrtum der individualistischen Wirtschaftswissenschaft“ kritisiert. Um die Einseitigkeit einer solchen Sichtweise zu überwinden, sei die soziale Gerechtigkeit und die soziale Liebe als durchgreifendes regulatives Prinzip notwendig. Dadurch soll die Individualfunktion und die Sozialfunktion der Wirtschaft in einen harmonischen Ausgleich gebracht werden. Die soziale Gerechtigkeit müsse eine Rechts- und Gesellschaftsordnung herbeiführen, die der Wirtschaft „ganz und gar das Gepräge gibt“. Es obliege demnach der sittlichen Vernunft, „das von Gott, dem Schöpfer, der Wirtschaft als Ganzem vorgesteckte Ziel“ zu bestimmen, während sich die ökonomische Rationalität darauf beschränkt, geeignete Mittel zu finden.[23]

Die Entwicklung der Sozialen Marktwirtschaft wurde sowohl von der katholischen Soziallehre als auch der evangelischen Sozialethik beeinflusst. Die "Gründerväter" der Konzeption der Sozialen Marktwirtschaft beriefen sich auf Motive und Quellen theologischer Sozialethik.
Wilhelm Röpke, einer der Vordenker der Sozialen Marktwirtschaft, sah eine Nähe zur katholischen Soziallehre insbesondere mit Bezug zu Quadragesimo anno, die ein „vollkommen mit unserem Standpunkt sich deckendes Programm“ enthält.

### Soziale Gerechtigkeit aus marxistischer Sicht
Als materialistische Philosophie der auf menschlicher Arbeit beruhenden Praxis nimmt der Marxismus gegenüber ethischen Postulaten ein kritisches Verhältnis ein. Es ist von einem „vielschichtigen Gerechtigkeitsverständnis von Marx und Engels“ auszugehen. Sie lehnten „die Existenz einer ahistorischen und transzendentalen, also absoluten Gerechtigkeit radikal ab“. Wenn Marx den Kapitalismus als ein System des Zwangs, der Knechtschaft und der Ausbeutung beschreibt, so ist doch nirgends von Ungerechtigkeit des Kapitalismus oder der kapitalistischen Ausbeutungsverhältnisse die Rede; gerecht ist ihm zufolge, was der „gegebenen Produktionsweise entspricht“, selbst wenn dem – wie bei der Lohnarbeit – die Ausbeutung menschlicher Arbeitskraft zugrunde liegt. Gleichwohl hat Marx in der Kritik des Gothaer Programms der SPD gesellschaftliche Gerechtigkeitsprinzipien für die klassenlose Gesellschaft formuliert, die Andreas Wildt als „Prinzipien kommunistischer Gerechtigkeit“ bezeichnet. Ihnen zufolge kann in der „kommunistischen Gesellschaft […] der enge bürgerliche Rechtshorizont ganz überschritten werden und die Gesellschaft auf ihre Fahne schreiben: Jeder nach seinen Fähigkeiten, jedem nach seinen Bedürfnissen!“ In den Frühschriften von Marx findet sich als „kategorischer Imperativ, alle Verhältnisse umzuwerfen, in denen der Mensch ein erniedrigtes, ein geknechtetes, ein verlassenes, ein verächtliches Wesen ist“. Unter den späteren Marxisten hat vornehmlich Ernst Bloch mit seinem Werk Naturrecht und menschliche Würde (1961) „eine eigene, genuin marxistische Gerechtigkeitstheorie“ formuliert. Der patriarchalischen und gönnerischen „Gerechtigkeit von oben“ setzte er eine aus den Forderungen sozialer Bewegungen hervorgehende „Gerechtigkeit von unten“ entgegen, die sich beispielsweise in Menschenrechten und Sozialstaatlichkeit niedergeschlagen habe.

### Friedrich Nietzsche
Friedrich Nietzsche sieht den Ursprung der Gerechtigkeit im Charakter des Tausches unter ungefähr gleich Mächtigen: „Jeder stellt den anderen zufrieden, indem er bekommt, was er mehr schätzt als der andere. Man gibt jedem, was er haben will, als das nunmehr Seinige, und empfängt dafür das Gewünschte.“ Auch Rache ist ein Austausch und „gehört ursprünglich […] in den Bereich der Gerechtigkeit“. An anderer Stelle meint er, die ganze Vergangenheit der alten Kultur sei auf Gewalt, Sklaverei, Betrug, Irrtum aufgebaut. In uns Menschen stecke diese ungerechte Gesinnung, auch in den Seelen der Nicht-Besitzenden. Nicht gewaltsame neue Verteilungen, wie sie die Sozialisten anstreben, sondern langsame Umschaffungen des Sinnes tue not. Die Gerechtigkeit müsse in allen größer werden, der gewalttätige Instinkt schwächer.

### John Rawls
John Rawls bezeichnet Gerechtigkeit als „erste Tugend sozialer Institutionen“, er fasst also den Gerechtigkeitsbegriff bereits im Ansatz in seiner sozialen Dimension. Gerechtigkeit ist für Rawls insofern per se auch soziale Gerechtigkeit und nicht nur eine Disposition von Individuen. Bezugspunkt ist dabei das Resultat einer gerechten Sozialordnung, was sich insbesondere auf die Verteilung der Güter bezieht sowie auf einen Ausgleich unter den Teilhabern. Rawls geht davon aus, dass Menschen, die Disposition besitzen bzw. erwerben, ihr persönliches Streben nach Glück mit einem Gerechtigkeitssinn zu überwölben. Eine überzeugende Theorie der Gerechtigkeit müsse das Glück der am schlechtesten gestellten Personen berücksichtigen. Auch die am meisten Benachteiligten müssten den Prinzipien einer gerechten sozialen Ordnung zustimmen können. Eine solche Ordnung skizziert Rawls in einem hypothetischen Gesellschaftsvertrag. Jede Person weiß in diesem Gedankenexperiment zunächst nicht, welche Güter und Rechte ihr schlussendlich zugeteilt werden, welche soziale Stellung sie einnehmen wird – sie steht unter einem „Schleier der Ungewissheit“. Dabei würde jeder vermeiden wollen, dass „ihm sein Feind einen Platz zuweisen kann“, und deshalb werde diejenige Alternative bevorzugt, „deren schlechtmöglichstes Ergebnis besser ist, als das jeder anderen“ (Maximin-Regel). Schlussendlich müssten sich nach Rawls die Vertragspartner nicht auf z. B. strikt egalitäre, libertaristische oder utilitaristische Prinzipien einigen, sondern zwei Gerechtigkeitsprinzipien, die Rawls auch kurz als Gleichheits- und Differenzprinzip bezeichnet:
1. Jeder ist gleichermaßen im Besitz unveräußerlicher Grundfreiheiten (Freiheit, Leben, Eigentum usw.)
2. Soziale und wirtschaftliche Ungleichheit ist nur zulässig, wenn sie sich zumindest auch für die am wenigsten Begüterten in der Gemeinschaft zum Vorteil auswirkt und wenn solche Ungleichheiten verbunden sind mit Ämtern (engl. offices) und Positionen, die allen gemäß fairer Chancengleichheit (engl. under conditions of fair equality of opportunity) offenstehen.[43]

Dabei haben die Grundfreiheiten (gemäß dem Gleichheitsprinzip 1.) einen Vorrang (gegenüber Ungleichverteilungen, wie sie durch 2. begrenzt zulässig werden). Grundfreiheiten dürfen nur eingeschränkt werden, wenn geringere Freiheit das Gesamtsystem der Freiheiten für alle stärkt und für die Betroffenen annehmbar ist. Beide Gerechtigkeitsprinzipien (1. und 2.) haben nach Rawls einen Vorrang gegenüber Leistungsfähigkeit und Nutzenmaximierung, wonach jede Chancen-Ungleichheit die Chancen Benachteiligter verbessern muss und eine hohe Sparrate eine Milderung der Last der Betroffenen zur Folge haben muss. In einem frühen Aufsatz hatte Rawls das Differenzprinzip in der Fassung formuliert, dass die „sozialen und wirtschaftlichen Ungleichheiten so zu verteilen“ seien, „dass sie sowohl (a) vermutlich zu jedermanns Vorteil sind und (b) Positionen und Ämtern zukommen, die allen gleichermaßen offen stehen“. Beide Klauseln (a und b) lassen aber, so Rawls, verschiedene Interpretationen zu:
1. im Sinne eines Systems der natürlichen Freiheit (bzw. „formalen Chancengleichheit“), wo (a) als Pareto-optimierendes Effizienzprinzip etwa gemäß der Wohlfahrtsökonomie verstanden wird, so dass durch Umverteilung keiner besser zu stellen wäre, wobei (zu b) „Begabten alle Laufbahnen offen stehen“, aber „keine Bemühungen darum“ vorgesehen sind, „Gleichheit […] zu bewahren“ – Ungleichheiten durch „natürliche und gesellschaftliche Zufälligkeiten“ werden akzeptiert.
2. im Sinne eines „Systems der liberalen Gleichheit“ (bzw. „fairen Chancengleichheit“) werde versucht „den Einfluss sozialer Zufälligkeiten auf die Verteilung der Anteile abzuschwächen“. Positionen sollen „nicht nur im formalen Sinne offen stehen sollten“; ebenfalls sollen alle „auch eine faire Chance haben […], sie zu erreichen“. Die „Ausgangsposition innerhalb des sozialen Systems“, etwa durch jene „Klasse, in die sie hineingeboren wurden“, dürfe dem nicht im Wege stehen. Allerdings bleibt „die resultierende Besitz- und Einkommensverteilung entsprechend der natürlichen Verteilung von Fähigkeiten und Begabungen“, es entscheidet also eine „natürliche Lotterie“ über die Anteilsverteilung.[46]
3. im „System der natürlichen Aristokratie“ (bzw. „formalen Chancengerechtigkeit“, wie etwa bei Burke oder Rousseau) wird zwar die „natürliche Lotterie“ ausgeglichen, aber „kein Versuch unternommen, die Wirkungen sozialer Zufälligkeiten zu steuern, der über die Erfordernisse der formalen Chancengleichheit hinausgeht“.
4. erst im „System der demokratischen Gleichheit“ (bzw. „fairen Chancengerechtigkeit“), für das Rawls plädiert, wird die Anteilsverteilung „weder durch gesellschaftliche Zufälligkeiten noch durch die Lotterie der natürlichen Vorzüge auf unangemessene Weise beeinflusst“, was auch „auf die Dauer und über Generationen hinweg“ sicherzustellen ist. Gemäß dem Differenzprinzip würde hier „faire Chancengerechtigkeit“ ggf. auch ohne Chancengleichheit bestehen.

### Amartya Sen
Der Ökonom Amartya Sen und die Sozialphilosophin Martha Nussbaum haben den Befähigungsansatz entwickelt, der im Hinblick auf die Gerechtigkeit von Entwicklungs-, Geschlechter- und Sozialpolitik diskutiert wird. Darin wird dem Thema der sozialen Gerechtigkeit die Frage zugrunde gelegt, was ein Mensch für Befähigungen benötigt, um sein Leben erfolgreich zu gestalten. Die Vertreter dieser Theorie verbinden die Idee der Sozialen Gerechtigkeit mit einem gehaltvollen Freiheitsbegriff. Zentrale Themen sind dabei etwa die Gesundheitsversorgung oder Bildungschancen unterprivilegierter Bevölkerungsschichten.

### Walter Eucken
Die durch Walter Eucken begründete Ordnungspolitik verortet die Gerechtigkeitsproblematik nicht mehr in den Tauschakten, sondern verlagert sie in die Rahmenordnung für den Wirtschaftsprozess. Durch die Wettbewerbsordnung sollen „zentrale moralische Ideen wie Freiheit, Gleichheit, Solidarität und Frieden verwirklicht werden“. Nach Hans G. Nutzinger erkennt Eucken „nicht nur die Sinnhaftigkeit eines über die Tauschgerechtigkeit hinausgehenden Konzeptes von sozialer Gerechtigkeit an, er sieht den Hauptteil der Lösung des Gerechtigkeitsproblems gerade durch die geeignete ordnungspolitische Gestaltung des Wettbewerbsprozesses gesichert“ und befürwortet darüber hinaus auch korrigierende Eingriffe in die Einkommensverteilung und Vermögensverteilung.

### Friedrich August von Hayek
Als ein inhaltsleeres Schlagwort wertete Friedrich August von Hayek „soziale Gerechtigkeit“ in seinem Buch Die Illusion der sozialen Gerechtigkeit von 1976, das nach Einschätzung von Otfried Höffe das erste größere philosophische Werk zu diesem Thema ist. Die Aufmerksamkeit, die Hayeks Kritik in der sozialwissenschaftlichen Literatur gefunden hat, konzentriert sich zumeist auf seine Ablehnung der Vorstellung von sozialer Gerechtigkeit im Sinne von Verteilungsgerechtigkeit. An eine Marktwirtschaft, so Hayek, können keine moralischen Maßstäbe wie soziale Gerechtigkeit angelegt werden, da in einer Marktwirtschaft niemand Einkommen verteile. Es gebe für die Ergebnisse des Marktprozesses keine Kriterien, an denen sich eine gerechte Verteilung messen ließe. Ein solcher Gerechtigkeitsmaßstab sei nur in einer Zentralverwaltungswirtschaft sinnvoll anwendbar, in der eine zentrale Autorität die Verteilung von Gütern und Pflichten anordnet, was jedoch, so Hayek, auf eine totalitäre Gesamtkontrolle der Gesellschaft und eine Lähmung der wirtschaftlichen Prozesse hinausliefe. Aber auch in einer solchen Wirtschaftsordnung könne nur irgendeine bestimmte Vorstellung von „sozialer Gerechtigkeit“ durchgesetzt und wohl kaum ein übergreifender Konsens zur „sozial gerechten“ Verteilung erzielt werden. Der Ausdruck „soziale Gerechtigkeit“ gehöre daher, so Hayek, „in die Kategorie des […] Unsinns“. Würden im Namen der „sozialen Gerechtigkeit“ Staatseingriffe gefordert, so geschehe dies meist, um Privilegien bestimmter Gruppen oder Personen durchzusetzen. Privilegienfreiheit sei jedoch Kernanforderung für eine gerechte Regelordnung. Nothilfe hingegen sei mindestens dort politisch zu organisieren, wo die autonome Initiative versage; in prosperierenden Gesellschaften lägen derartige Hilfen legitimerweise oberhalb des physischen Existenzminimums. Hayek betont, dass es dabei nicht um die Korrektur von vermeintlichen Ungerechtigkeiten der Marktprozesse gehe.

### Michael Walzer
Der US-amerikanische politische Philosoph Michael Walzer geht davon aus, dass in der menschlichen Gesellschaft Güter produziert und in unterschiedlichen sozialen Kontexten (sog. „Sphären“) nach unterschiedlichen Prinzipien, z. B. nach Verdienst, Bedürftigkeit oder freiem Austausch, verteilt werden. Dabei würde eine universale und abstrakte Gerechtigkeit den unterschiedlichen sozialen Zusammenhängen zur Produktion verschiedene „Güter“ nicht gerecht. Als unterschiedliche soziale Kontexte identifiziert er unter anderem „Sphären“ zur Verwirklichung von Wohlfahrt und Sicherheit, Geld und Waren, Bildung, politischer Macht, Gemeinschaft, Verwandtschaft und Liebe und so weiter. In der Gesellschaft würden sich in diesen unterschiedlichen „Sphären der Gerechtigkeit“ (so der Titel seines Buches von 1983) verschiedene Ausprägungen der Gerechtigkeit und insgesamt eine „komplexe“ Gleichheitsvorstellung entwickeln. Demnach kann es gerecht sein, im Gesundheitssystem Leistungen nach Bedürftigkeit und im Wirtschaftssystem Leistungen nach Verdienst zu verteilen.

### Wolfgang Merkel und Mirko Krück
Eine Arbeitsgruppe im Auftrag der Friedrich-Ebert-Stiftung entwickelte aus vier zeitgenössischen Gerechtigkeitstheorien (F. A. von Hayek, John Rawls, Michael Walzer und Amartya Sen) als „Prinzipien“ für „soziale Gerechtigkeit“
- die Gleichverteilung der Zugangsmöglichkeiten zu den notwendigen Grundgütern für die individuell zu entscheidende Entfaltung von Lebenschancen und
- die Stärkung der individuellen Fähigkeiten, die persönliche Autonomie, Würde, Entscheidungsfreiheit, Lebenschancen und Optionsvielfalt schützen, sichern und erweitern.

Aus diesen beiden Prinzipien werden fünf Dimensionen „sozialer Gerechtigkeit“ abgeleitet:
1. Vermeidung von Armut im substantiellen Sinne
2. Soziale Chancen durch Bildung
3. Soziale Chancen durch einen integrativen Markt (Beschäftigungsquote, angemessene Einkommensverteilung)
4. Berücksichtigung der besonderen Rolle der Frau (Gender Equality)
5. Soziale Sicherung (Gesundheits- und Sozialausgaben im Verhältnis zum Sozialprodukt)

Dieses Verständnis sozialer Gerechtigkeit ist stark auf die gerechte (hier: gleiche) Verteilung von Zugangschancen gerichtet. Nachträgliche Umverteilungen durch passive sozialstaatliche Maßnahmen seien weniger geeignet, Klassenstrukturen zu brechen, Lebenschancen zu erweitern und Armutsfallen zu vermeiden. Trete trotzdem Armut auf, sei sie allerdings durch Ex-Post-Umverteilung mit hoher politischer Präferenz zu bekämpfen, da Armut die individuelle Autonomie und Würde des Menschen beschädigt und zu einer Falle für die nachfolgenden Generationen in armen Familien werden kann.

### James Buchanan
Die 1985 von James M. Buchanan zusammen mit Geoffrey Brennan veröffentlichte Theorie sozialer Gerechtigkeit konzentriert sich stärker noch als Rawls auf Regelgerechtigkeit. Maßstab für Gerechtigkeit seien weder in ethischen Instanzen noch in Verteilungsprofilen, sondern ausschließlich im Verfahren der Verfassungsgebung und Verfassungsentwicklung. Handlungen sind demnach gerecht, wenn sie Regeln folgen, die wiederum höheren Regeln entsprechen; die Regelhierarchie führt letztlich zur „Verfassung“, in der die „berechtigten Erwartungen“ der Individuen innerhalb einer Gesellschaft per Konsens festlegt sind.

### Kontroversen
Ein Streitpunkt ist die Frage der Universalität oder Gemeinschaftsgebundenheit von Gerechtigkeitsvorstellungen. Während Rawls von allgemeingültigen Bedingungen für gerechte Gesellschaften ausgeht, die sich vor allem in fairen Verfahren niederschlagen, sind eher kommunitaristisch orientierte Philosophen wie Walzer der Auffassung, dass Gerechtigkeitsvorstellungen oft implizit und an lokale Gemeinschaften gebunden sind. Insbesondere im Kontext von Handelsliberalisierung und der Zunahme grenzüberschreitender Wirtschaftsbeziehungen haben diese Fragen eine besondere Brisanz erhalten. Hier geht es darum auszuloten, inwiefern sich die philosophischen und sozialen Grundlagen globaler sozialer Gerechtigkeit als tragfähig erweisen, um nationale Vergemeinschaftung und Solidarität ergänzen oder gar ersetzen zu können.
Eine weitere Kontroverse besteht in dem Zusammenhang zwischen Freiheit und sozialer Gerechtigkeit. Der liberale politische Philosoph Isaiah Berlin, der Freiheit vor allem als negative Freiheit bestimmt, betont die schweren Entscheidungen (hard choices) zwischen Freiheit und sozialer Gerechtigkeit. Andere Theoretiker, die eher in einer republikanischen Tradition stehen, wie Amartya Sen, heben hervor, dass soziale Gerechtigkeit im Sinne von Chancengleichheit und Befähigung als Voraussetzung für eine gehaltvolle individuelle Freiheitsausübung gelten muss.
Nach Harald Jung hatte Hayek die „Illusion sozialer Gerechtigkeit“ vor dem Hintergrund einer eindimensionalen, historischen Fassung von Gerechtigkeit angegriffen. Anders als Hayek in seinem sozialstaatskritischen Plädoyer Der Weg zur Knechtschaft von 1944 annähme, liege der Ursprung des Begriffs Soziale Gerechtigkeit nicht in „sozialistischen Utopien“ der „Sozialisten in allen Parteien“, sondern in einem auf Aristoteles zurückgehenden mehrdimensionalen Gerechtigkeitsverständnis, auf das etwa Emil Brunner als Abendländische Gerechtigkeitsidee Bezug nahm. Der Sozialwissenschaftler Jörg Reitzig verortet Hayeks Kritik am Ausdruck „soziale Gerechtigkeit“ in einem generellen Angriff neoliberaler Theoriebildung gegen das Konzept der sozialen Gerechtigkeit. Für den Soziologen Albert Hirschman stellt der diskursive Ausschluss der Möglichkeit von sozialer Gerechtigkeit ein Hauptelement der von ihm so bezeichneten „Rhetorik der Reaktion“ dar.

## Verwendung des Begriffs in der politischen Diskussion
Der Begriff der Sozialen Gerechtigkeit wird innerhalb öffentlicher Debatten zwar sehr häufig verwendet, aber selten exakt definiert. Politische Entscheidungsträger erzeugen und vertreten bestimmte Vorstellungen von sozialer Gerechtigkeit. Der Begriff ist meist positiv besetzt, bei politischen Auseinandersetzungen beanspruchen daher die Vertreter unterschiedlicher und selbst widersprüchlicher Positionen das Etikett sozial gerecht für sich. Entsprechend dient die Etikettierung einer Position als sozial ungerecht der Disqualifizierung missliebiger Positionen. Der Forderung nach „sozialer Gerechtigkeit“ liege nach Ansicht von Rolf Kramer oft nicht der Wille zur Gerechtigkeit, sondern zu einer Umverteilung, zu einer besseren und gerechteren Verteilung der Güter zugrunde.

### Verwendung in Deutschland
Der Begriff der „sozialen Gerechtigkeit“ etablierte sich bereits im Deutschen Reich in der Zeit der Weimarer Republik (1918 bis 1933) und wurde z. B. von der Deutschen Zentrumspartei zum politischen Ziel erklärt. Mit der Weimarer Reichsverfassung vom 19. Juli 1919 wurden im fünften Abschnitt, der das Wirtschaftsleben regelte, erstmals weitgehende „soziale Rechte“ in einer Verfassung verankert. Der Begriff der „sozialen Gerechtigkeit“ etablierte sich auch nach dem Zweiten Weltkrieg in der Bundesrepublik Deutschland in der Form des Sozialstaatspostulates das, zusätzlich durch die Ewigkeitsklausel von Verfassungsänderungen ausgenommen, einen „sozialen Bundesstaat“ sowie einen „sozialen Rechtsstaat“ festschreibt.
Soziale Gerechtigkeit gehört laut der Konrad-Adenauer-Stiftung zu den Grundwerten im Konzept der Sozialen Marktwirtschaft. Soziale Gerechtigkeit ist laut Umfragen ein wichtiger Wert für die Bevölkerung und auch öffentliches Thema in Debatten zum Gemeinwesen.
In der politischen Diskussion in Deutschland wird der Begriff seit der Agenda 2010 und den Hartz-IV-Gesetzen wieder vermehrt verwendet und steht in der sozialstaatlichen Diskussion unter anderem für den Wunsch nach einem höheren Maß an sozialer Gleichheit und sozialer Sicherung. Aktuell taucht der Begriff auch z. B. in der Diskussion um die ungleicher werdende Einkommensverteilung und die Bankenrettungspakete auf. Während die Kritiker dieser Entwicklung als Folge eine zunehmende soziale Ungerechtigkeit sehen, wird von einigen Befürwortern diese Kritik als „Neiddebatte“ bezeichnet und damit einhergehend auf die ökonomische Eigenverantwortung der Bürger und das Leistungsprinzip verwiesen. Die Begriffsverwendung führt dadurch auch zu einer politischen Auseinandersetzung zwischen den Parteien entsprechend der Rechts-links-Achse des Parteiensystems. Seit den Ergebnissen der PISA-Studien, die gezeigt haben, dass in Deutschland die soziale Herkunft sich oft entscheidend auf die Bildungschancen auswirkt, wird insbesondere auch die Frage nach der sozialen Gerechtigkeit des Bildungssystems diskutiert.

### Dimensionen sozialer Gerechtigkeit
Lutz Leisering kommt nach Analyse der öffentlichen Diskussion über den deutschen Wohlfahrtsstaat zu dem Ergebnis, dass es vier Paradigmen sozialer Gerechtigkeit gebe:
1. Bedarfsprinzip: der Staat hat die Aufgabe einer umfassenden Bedarfsabsicherung und Umverteilung
2. Leistungsprinzip: hier steht Leistungsgerechtigkeit im Vordergrund, was geringe Eingriffe in die Marktverteilung und eine nur minimale Absicherung gegenüber unverschuldeten Notlagen bedeutet.
3. Produktivistische Gerechtigkeit: die Zuweisung von Gütern oder Lasten erfolgt nach den für die Gesellschaft erbrachten Leistungen.
4. Teilhabegerechtigkeit: diese soll eine gesellschaftliche Teilhabe im Sinne der rechtlichen Gleichstellung, sozialen Anerkennung und Beteiligung am sozialen, kulturellen und ökonomischen Leben garantieren.

Bei materiellen Ungleichheiten handelt es sich nicht notwendigerweise um soziale Ungerechtigkeiten, dies hängt von der zugrundeliegenden Gerechtigkeitsvorstellung ab. Einkommensungleichheiten sind nur dann ungerecht, wenn man soziale Gerechtigkeit als Ergebnisgleichheit versteht. Legt man diesen Maßstab der Ergebnisgleichheit jedoch nicht zu Grunde, werden Einkommensungleichheiten im Sinne der Eigenverantwortung und unterschiedlichen Leistungsfähigkeit der Menschen als gerecht empfunden. Nach Einschätzung Leiserings gewinnt das Paradigma der Teilhabegerechtigkeit in den aktuellen Debatten zunehmend an Bedeutung und löst das klassische, an den Ergebnissen der Verteilung ausgerichteten Verständnis sozialer Gerechtigkeit ab. Nach Einschätzung Stefan Liebigs werden die Fragen der Bedarfsgerechtigkeit im klassischen Sinne dadurch jedoch keineswegs obsolet. Der Schutz vor Marktversagen, die Absicherung vor nicht selbstverschuldeten Notlagen und die Sicherung eines bestimmten Mindestlebensstandards bleiben wichtige Forderungen. Im Unterschied zur Bedarfsabsicherung z. B. in Familien erfolgt eine derartige staatliche Ausfallbürgschaft nicht unbedingt, sondern es knüpfen sich daran auch Erwartungen an entsprechende Gegenleistungen.
Der französische Soziologe François Dubet geht von einer pluralen Theorie der Gerechtigkeit aus, die er in einer großangelegten Befragung von Erwerbstätigen ermittelt hat. Drei zentrale und widersprüchliche Prinzipien, die nicht aufeinander zurückführbar sind, sind für seinen Gerechtigkeitsbegriff konstitutiv: Gleichheit, Leistung und Autonomie. Bei der „Gleichheit“ geht es nicht um Egalitarismus, sondern um „Gleichheit als eine gerechte Ordnung“, wobei Positionen in Gesellschaft und Arbeitsorganisation unter dem Gesichtspunkt einer gerechten Statushierarchie beurteilt werden. Dabei kann wiederum unterschieden werden zwischen einer Gleichheit der Positionen und einer der Startchancen. Die „Leistung“ als Gerechtigkeitsprinzip kommt in meritokratischer Einstellung zur Geltung. Hierbei geht es den Befragten primär um die Angemessenheit der Entlohnung für ihre Leistung und ihr Engagement. „Autonomie“ steht als drittes Gerechtigkeitsprinzip im Spannungsfeld von Selbstverwirklichung und Entfremdung. Das Autonomieprinzip beruht auf der Überzeugung, „einen eigenen Wert zu haben, eine Freiheit, die von den Arbeitsbedingungen bedroht wird“. Für die Dimension der Autonomie nimmt der Beruf eine besondere Bedeutung ein, weil er dem Arbeiter Stolz und Würde, das Gefühl, nicht bloße Arbeitskraft zu sein, vermittelt. Autonomieverlust und Entfremdung entsteht durch verschärfte Kontrolle der Arbeit durch Vorgesetzte; sie unterbindet Engagement und Initiative. Ihre Folgen sind Erschöpfung und Stress.

## Verwirklichung sozialer Gerechtigkeit in verschiedenen Sozialstaatsmodellen
Nach Wolfgang Merkel hat sich in der Gegenwart eine Aufteilung in „drei Welten des Wohlfahrtskapitalismus“ ergeben, die in der realen Welt zwar in Mischformen auftreten, sich aber doch durch charakteristische Strukturmerkmale deutlich voneinander unterscheiden lassen:
- „Marginales angelsächsisches Modell“ mit dem „selektiven Fürsorgeprinzip“ als Merkmal,
- „Sozialversicherungsstaat Kontinentaleuropas“ mit dem „Versicherungsprinzip“ als Merkmal und
- „Universalistisches Modell Skandinaviens“ mit der „steuerfinanzierten Staatsbürgerversorgung“ als Merkmal.

### Deutschland
In der Bundesrepublik Deutschland wird soziale Gerechtigkeit als ideelles Ziel des aus dem Sozialstaatsgedanken des Art. 20 Abs. 1 des Grundgesetzes abgeleiteten Bestreben der Sozialpolitik angesehen. Dem Bürger soll eine existenzsichernde Teilhabe an den materiellen und geistigen Gütern der Gemeinschaft garantiert werden. Insbesondere wird auch angestrebt, eine angemessene Mindestsicherheit zur Führung eines selbst bestimmten Lebens in Würde und Selbstachtung zu gewährleisten.
Für die aus dem Sozialstaatsprinzip hergeleitete Verpflichtung des Staates zu einer gerechten Sozialordnung steht dem Gesetzgeber ein weiter Gestaltungsspielraum zu.
Nach Angaben des Kinderhilfswerks UNICEF wächst die Kinderarmut in Deutschland schneller als in den meisten anderen Industriestaaten. Neben den PISA-Studien sehen auch andere international vergleichende Bildungsstudien (z. B. Euro-Student-Report, UNICEF-Studie: Educational Disadvantage in Rich Nations) Deutschland auf den hintersten Rängen bezüglich sozialer Gerechtigkeit.
Die Bertelsmann Stiftung veröffentlichte im Januar 2011 eine Studie, in der „Soziale Gerechtigkeit“ als Teilhabegerechtigkeit aufgefasst wird. Bei dieser geht es im Unterschied zu einer „gleichmachenden“ Verteilungsgerechtigkeit oder einer formalen Regelgerechtigkeit darum, „jedem Individuum tatsächlich gleiche Verwirklichungschancen durch die gezielte Investition in die Entwicklung individueller ‚Fähigkeiten‘ (capabilities) zu garantieren.“ Deutschland kommt dabei im OECD-Vergleich ins Mittelfeld. Besonders kritisiert wurden u. a. die hohe Kinderarmut, die starke soziale Benachteiligung im Bildungssystem, sowie eine unzureichende Förderung von Langzeitarbeitslosen.

### Internationale Aktivitäten
Der 20. Februar wurde von der Generalversammlung der Vereinten Nationen zum Welttag der Sozialen Gerechtigkeit ernannt und 2009 zum ersten Mal begangen.